# Oriopsis crenicollis
Oriopsis crenicollis är en ringmaskart som först beskrevs av Annenkova 1934.  Oriopsis crenicollis ingår i släktet Oriopsis och familjen Sabellidae. Inga underarter finns listade i Catalogue of Life.